# ريان ستون
ريان ستون هو لاعب هوكي الجليد كندي، ولد في 20 مارس 1985 في كالغاري في كندا.

## وصلات خارجية
- ريان ستون على موقع دوري الهوكي الوطني (الإنجليزية)
- ريان ستون على موقع قاعة مشاهير الهوكي (لاعب أن.إتش.أل) (الإنجليزية)
- ريان ستون على موقع الدوري الأمريكي لهوكي الجليد (الإنجليزية)
- ريان ستون على موقع EliteProspects.com (الإنجليزية)
- ريان ستون على موقع HockeyDB.com (الإنجليزية)
- ريان ستون على موقع Hockey-Reference.com (الإنجليزية)